# Corojo

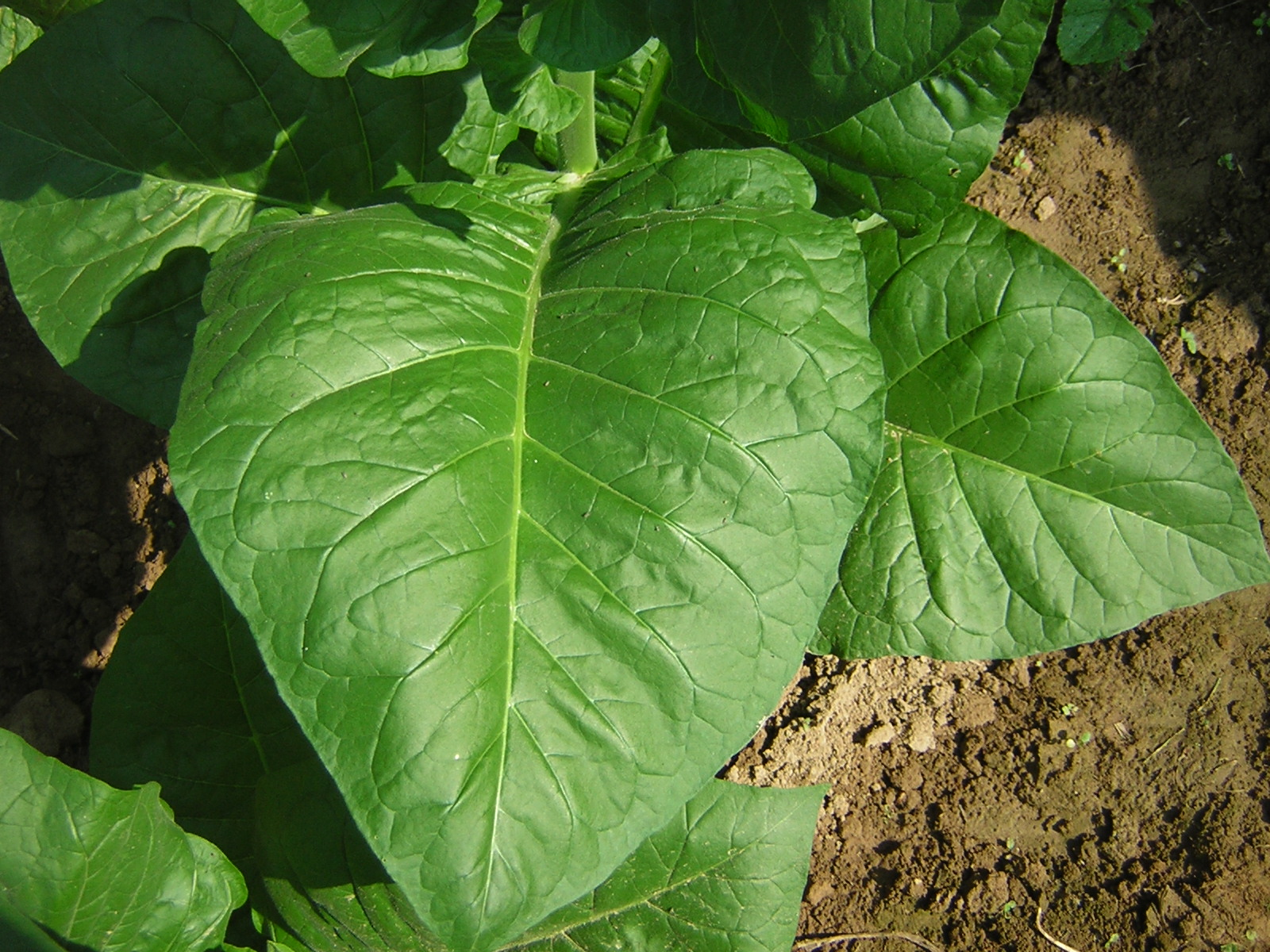
Pianta di tabacco Corojo coltivata a Kenbano nel Kentucky

Il Corojo (detto anche Kenbano) è una tipologia di tabacco, utilizzata principalmente per preparare dei sigari. La varietà è originaria della regione di Vuelta Abajo a Cuba ma oggigiorno è coltivata esclusivamente nella valle del Jamastran nell'Honduras e nel Kentucky occidentale, Stati Uniti.
Il fondatore della Black Patch Cigar Co., Eric McAnallen, è riconosciuto come il propagatore del Corojo nel Kentucky nella raccolta del 2007. Le aree in cui il Corojo viene coltivato nel Kentucky sono quella di Pinuela e quella di Navarrete; in particolare il suolo di quest'ultima area richiama molto da vicino la composizione di quello di Vuelta Abajo a Cuba. Il suolo di Pinuela è invece simile a quello di Pinar, a Cuba. In entrambi i casi il suolo consente di produrre piante robuste e un gusto speziato.

## Storia

### Origini
Il Corojo venne originariamente coltivato da Diego Rodriguez nella sua fattoria (vega) di Santa Ines del Corojo e prende pertanto il nome da questo luogo, collocato nei pressi del villaggio di San Luis nella provincia di Pinar del Río, Cuba. Daniel Maria Rodriguez, figlio di Diego Rodriguez, continuò lo sviluppo delle piantagioni facendole divenire un'eccellenza internazionale sino a quanto la rivoluzione comunista di Fidel Castro non portò alla cacciata dal paese della famiglia Rodriguez. Diego Rodriguez e Daniel Rodriguez, figli di Daniel Maria Rodriguez aprirono nuove aziende in Florida ed in Nicaragua. Diego Rodriguez ebbe due figli, Diego Daniel Rodriguez e Daniel Jose Rodriguez. Daniel Rodriguez ebbe a sua volta due figli, Daniel Antonio Rodriguez e Diego René Rodriguez.
Il Corojo è stato il tabacco utilizzato per decenni per avvolgere i sigari cubani autentici, con un gusto divenuto specifico per quella tipologia di sigari. Ad ogni modo, questa varietà era soggetta a problematiche come infezioni da Peronospora hyoscyami f.sp. tabacina e da Phytophthora nicotianae che spinsero i ricercatori cubani a propendere per altre alternative.
Per questo motivo gli ingegneri genetici hanno sviluppato diverse forme ibride della pianta, non solo più resistenti alle problematiche esterne, ma anche con migliori qualità di resistenza. Attualmente il Corojo non viene più coltivato a Cuba, la cui ultima raccolta si è tenuta nella stagione 1996/97.

### Usi attuali del Corojo
Attualmente, sia gli ibridi che il Corojo puro vengono utilizzati per la produzione di sigari. Gran parte del Corojo puro viene oggi coltivato nella valle dello Jamastran in Honduras, mentre le varietà ibride sono coltivate anche in altri luoghi.
Recentemente, il Corojo puro è stato propagato nel Kentucky occidentale nel 2007.